# Galeria Zaspa
Galeria Zaspa – jedno z pierwszych centrów handlowych w Gdańsku. Znajduje się na Zaspie, przy al. Rzeczypospolitej 33.

## Historia
Budynek był do roku 1974 jednym z hangarów nieistniejącego dziś lotniska Gdańsk-Wrzeszcz. Mieściły się tu m.in. biura PLL LOT oraz obecnie nieistniejąca wieża kontroli lotów. Następnie znajdowała się w nim baza taksówek wraz z warsztatem. Obiekt przez lata był nieużytkowany, w 1994 roku otwarto w nim po kapitalnym remoncie – centrum handlowe ETC. Jego powierzchnia w chwili otwarcia wynosiła około 11 000 m², co czyniło je największym centrum handlowym w Gdańsku. Budynek był wielokrotnie remontowany, włącznie z dobudowaniem nowych pomieszczeń. Przed rozpoczętym w 2015 r. remontem powierzchnia ETC wynosiła 1,5 ha, w tym obiekt handlowy o powierzchni 8700 m² oraz parking naziemny na 215 pojazdów. Po przebudowie w latach 2015-16 powierzchnia użytkowa wzrosła do ok. 8800 m², zaś nazwę centrum zmieniono na Galeria Zaspa.

## Dane techniczne
- Inwestor: SG Sp. z o.o.[4]
- Otwarcie obiektu: 1994
- Powierzchnia całkowita: 11 000 m² (początkowo), 15 000 m² (obecnie)[2]
- Powierzchnia handlowo-usługowa: 8 800 m²[3]

## Lokalizacja
Galeria Zaspa jest położona przy jednej z głównych ulic Gdańska – al. Rzeczypospolitej na osiedlu Zaspa-Rozstaje, przy granicy z Wrzeszczem Dolnym. Obiekt jest łatwo dostępny komunikacją miejską w postaci tramwajów linii 2, 4, 8 oraz autobusu linii 127. Jest największym centrum handlowym tej części miasta.

## Handel
W Galerii znajduje się łącznie 50 sklepów i punktów usługowych, m.in. supermarket Intermarché, kawiarnia oraz centrum medyczne.

## Rekomercjalizacja
W 2015 roku inwestorzy, Capital Park oraz Akron Group, rozpoczęli modernizację obiektu w ramach strategii 4RE, obejmującej: przeprojektowanie obiektu, jego przebudowę, repozycjonowanie z ewentualnym rebrandingiem oraz rekomercjalizację. Strategia 4RE wcześniej została z powodzeniem zastosowana w innym obiekcie handlowym w Gdańsku – CH Manhattan.

Otwarcie obiektu, pod nową nazwą Galeria Zaspa, nastąpiło 6 kwietnia 2016 r.